# Еводија
Еводија (Tetradium daniellii (Benn.) T.G.Hartley) припада роду Tetradium који обухвата девет врста дрвећа из умерене и тропске источне Азије. Раније је врста била сврстана у род Euodia/Evodia, али је данас овај род ограничен на тропске врсте. Епитет врсте додељен је у част Вилијама Данијела (William Freeman Daniell, 1818-1865), наредника британске војске и ботаничара.Поред најчешћег назива еводија, код нас се користе и називи корејски багрем или пчелиње дрво, што истиче њен значај као медоносне врсте.

## Опис врсте
Еводија је ниже листопадно дрво, до 15 m; широке, кишобранасте, заобљене круне и брзог раста у младости. Кора је сива и глатка.
Листови су наспрамни, крупни 45 cm дуги, непарно перасто сложени, састављени од седам до 11 јајастих сјајних тамно зелених лиски, на којима је 7-14 секундарних нерава са сваке стране главног нерва. Миришљави листови задржавају боју током вегетације. У јесен лист не мења боју и опада зелен или жућкастозелен.
Цветови су петочлани (ређе четворочлани) ситни, двополни, розељубичасти или бели, у заравњеним гроњама широким 10-15 cm. Јаког су мириса и интензивне боје; богати су нектаром и поленом. Чашични листићи 0,5-1,5 mm, крунични  3-5 mm споља голи, изнутра слабо или понекад густо длакави. Натцветни тучак длакав између карпела, остали део мање длакав или го. По два семена заметка у карпели. Цвета веома обилно током јула и августа, сваке године. Период цветања је дуг и траје до четири недеље. Цветне дршке су црвенкасте боје. Распоред цветова је такав да се функционално мушки цветови јављају терминално, а женски латерално. 
Плод је двосемени пуцајући мешак. Из једног цвета настаје 5 зракасто распоређених длакавих или голих мешака 5-11 mm дугих, крушкастог облика са кљунастим врхом. Плодоноси већ у четвртој години живота. Од два семена у плоду обично је доње штуро. Сјајно црно елипсоидно семе, 2,5–4 mm, сазрева у октобру и новембру, када се и сакупља. Орнитохорно је.

## Ареал
Пореклом је из Кореје и југозападне Кине. Јавља се у шумама, ободу шума, на отвореним падинама до 3200 m надморске висине.

## Биоеколошке карактеристике
Хелиофит који не захтева посебне услове гајења. Врста није пробирљива према земљишту, како према pH вредности тако и према текстури, иако најбоље подноси сува и песковита. Успешно расте у зонама у којима је средњи годишњи минимум температуре ваздуха од -18 °C до -15 °C). Отпорна је на градске услове и загађеност ваздуха.

## Значај
Еводија због своје карактеристике касног и обилног цветања има велики декоративни значај. Јул и август је период када мали број врста формира цветове, па дрво еводије доприноси визуелном ефекату зелених простора, током касног лета. Богата продукција нектара и полена, еводију сврстава у значајне медоносне врсте. О њеном значају као медоносне врсте говори и податак да је 1ha засада еводије довољан за 500-1000 kg меда колики је и принос багрема најпознатије медоносне врсте дрвета. Мед је светле боје и прилично ароматичног укуса, дуго не кристалише Позната је и њена широка примена у фармацији.

## Размножавање
Размножава се семеном. Као подлога за калемљење користи се Phellodendron.